# Code Name: S.T.E.A.M. リンカーンVSエイリアン
『Code Name: S.T.E.A.M. リンカーンVSエイリアン』（コードネーム: スチーム リンカーン バーサス エイリアン、英: Code Name: S.T.E.A.M.）はインテリジェントシステムズが開発、任天堂より発売のニンテンドー3DS専用ゲームソフト。

## 概要
本作はスチームパンクの世界を舞台としたターン制のシミュレーションゲームだが、画面構成はシューティングゲームに近い。
プレイヤーはリンカーン大統領率いる最大4人の「S.T.E.A.M.」隊員を操作し、エイリアンに立ち向かう。
隊員のエネルギー源は「蒸気（スチーム）」で、限られたエネルギーで移動・攻撃を行う。各隊員は固定のメインウェポンを装備、加えて好みのサブウェポンを選べる。
なお、本作では、セーブポイントにて回復等を行える「名誉なメダル」を使用するか否かによって難易度を調整する方式をとっている。

## 開発経緯
本作のアイデアはインテリジェントシステムズのパウロ・パトラシュクが入社前から構想していたものであり、当初のコンセプトは"スチームパンク南北戦争"だった。アメリカ人に懐かしさを感じてもらうために、往年のアメリカンコミックを思わせるような作風にし、リンカーンを登場させたとパトラシュクは振り返っている。
また、シミュレーションゲームへの抵抗感を下げるため、移動時以外はマス目が出ないようにし、アメリカで人気のシューティングゲームのような作りにしたとパトラシュクは語っている。その一方で、敵ターン時の待ち時間の発生を抑えるため、スチームを残した状態で自ターンを終えると、敵ターン中に攻撃できる「オーバーウォッチ」も導入された。
開発段階におけるマップは全体を俯瞰する形だったが、プロデューサーである山上仁志が「全体を俯瞰できる形では本作のコンセプトに反する」と指摘したため、各キャラクターの視界を切り替えながらプレイヤーが全体図を想像する形に変化した。また、開発段階では一度の戦闘において8名のキャラクターを操作する形だったが、人数が多すぎて位置関係の把握がしづらいという理由から、最終的にその半分にあたる4人に変更された。

## キャラクター
ヘンリー・フレミング
「赤い武功章」に登場するベテラン兵士。
ライオン
「オズの魔法使い」に登場する、人間の言葉が話せるライオン。
タイガーリリー
「ピーター・パンとウェンディ」に登場する衛生兵。
トム・ソーヤ
「トム・ソーヤの冒険」の主人公。
ランドルフ・カーター
「ランドルフ・カーターの陳述」に登場する研究者。
クイクエグ
「白鯨」から参戦。南太平洋出身の銛打ち。
ジョン・ヘンリー
サイボーグ戦士。アフリカ系アメリカ人の間に伝わる伝承に登場する同名の人物がモデルとなっている。
スケアクロウ
「オズの魔法使い」から参戦。感情を持ち、喋ることができるカカシ。
ザ・フォックス
素性不明のスナイパー。
カリフィア
カルフォルニア島の女王。

### ファイアーエムブレムからの参戦者
キャラクターは本作にあわせて主人公・ヘンリーと並べて違和感の無い様にデザインした。ラフから着色までの細かい監修をFEのメインスタッフが担当。公式イラスト及びゲームの待機ポーズは過去の公式イラストを起用しているとの事である。
マルス
周囲大幅回復技「スターロード」が使用出来る。この技使用時に『ファイアーエムブレム 暗黒竜と光の剣』にも登場した僧侶リフも登場する。
アイク
『ファイアーエムブレム 蒼炎の軌跡』『ファイアーエムブレム 暁の女神』でもお馴染みの「天空」を使用。
ルフレ
ルキナ

## amiibo
「ファイアーエムブレムシリーズ」のamiibo、マルス、アイク、ルフレ、ルキナに対応。Newニンテンドー3DSの下画面、もしくはニンテンドー3DS NFCリーダー/ライターにタッチすることでチームメンバーを加えることができる。